# 保亭黄肉楠
保亭黄肉楠（学名：Actinodaphne paotingensis）为樟科黄肉楠属下的一个种。